# Novorozivka, Orihiv
Novorozivka (în ucraineană Новорозівка) este un sat în comuna Novotroiițke din raionul Orihiv, regiunea Zaporijjea, Ucraina.

## Demografie
Componența lingvistică a localității Novorozivka
     Ucraineană (98,83%)
     Rusă (1,17%)
Conform recensământului din 2001, majoritatea populației localității Novorozivka era vorbitoare de ucraineană (98,83%), existând în minoritate și vorbitori de rusă (1,17%).